# Renato Mocellini
Renato Mocellini (Varna, 2 de abril de 1929-Bresanona, 8 de noviembre de 1985) fue un deportista italiano que compitió en bobsleigh en la modalidad cuádruple.
Participó en los Juegos Olímpicos de Cortina d'Ampezzo 1956, obteniendo una medalla de plata en la prueba cuádruple. Ganó dos medallas en el Campeonato Mundial de Bobsleigh, bronce en 1958 y oro en 1963.

## Palmarés internacional
| Juegos Olímpicos   | Juegos Olímpicos             | Juegos Olímpicos  | Juegos Olímpicos |
| Año                | Lugar                        | Medalla           | Prueba           |
| ------------------ | ---------------------------- | ----------------- | ---------------- |
| 1956               | Cortina d'Ampezzo (Italia)   | Medalla de plata  | Cuádruple        |
| Campeonato Mundial |                              |                   |                  |
| Año                | Lugar                        | Medalla           | Prueba           |
| 1958               | Garmisch-Partenkirchen (RFA) | Medalla de bronce | Cuádruple        |
| 1963               | Igls (Austria)               | Medalla de oro    | Cuádruple        |